# Mătișești (gmina Ciuruleasa)
Mătișești – wieś w Rumunii, w okręgu Alba, w gminie Ciuruleasa. W 2011 roku liczyła 136 mieszkańców.